# Marabut
Marabut ist eine philippinische Stadtgemeinde in der Provinz Samar. Nach dem Zensus vom 1. August 2015 hat sie 16.962 Einwohner.

## Baranggays
Marabut ist politisch in 24 Baranggays unterteilt.
| - Amambucale - Caluwayan - Canyoyo - Ferreras - Legaspi - Logero - Osmeña - Pinalanga - Pinamitinan (Pob.) - Catato Pob. (Dist. I) - San Roque - Santo Niño Pob. (Dist. II) | - Tagalag - Tinabanan - Amantillo - Binukyahan - Lipata - Mabuhay - Malobago - Odoc - Panan-awan - Roño - Santa Rita - Veloso |